# Etta Banda
Etta Elizabeth Banda (sinh năm 1949) là một cựu chính trị gia người Malawi, bà từng là Bộ trưởng Bộ Ngoại giao của đất nước từ năm 2009 đến 2011. Trước khi tham gia chính trường, bà từng làm quản trị viên y tế và quản trị viên đại học.

## Chính trị
Banda từng được bầu vào Quốc hội của Malawi tại tổng tuyển cử 2009, đại diện cho Đảng Dân chủ Tiến bộ (DPP) trong khu vực Nkhata Bay South (khu vực bầu cử của Quốc hội Malawi). Khi Tổng thống Bingu wa Mutharika thành lập Nội các mới vào tháng 6 năm 2009, bà đã trở thành Bộ trưởng Bộ Ngoại giao. Bà trở thành người phụ nữ thứ ba giữ vị trí này, sau Lilian Patel và Joyce Banda. Tháng 4 năm 2011, Banda đã tiếp Fergus Cochrane-Dyet, Cao ủy của Vương quốc Anh đến Malawi, bị trục xuất khỏi đất nước, sau khi một bức điện tín ngoại giao bị rò rỉ, trong đó ông chỉ trích Tổng thống wa Mutharika. Quyết định của bà được đưa ra và được tổng thống biết, nhưng ông đã phê chuẩn hồi cứu cho bà khi bà nhận xét rằng bà sẽ từ chức bộ trưởng ngoại giao hơn là nhìn thấy tổng thống bị xúc phạm. Tuy nhiên, vào tháng 8 năm 2011, Tổng thống wa Mutharika đã quyết định sa thải toàn bộ nội các của mình. Khi nội các mới được tái lập một tháng sau vào ngày 7 tháng 9 năm 2011, Banda đã không được vào. Kể từ tháng 12 năm 2012, Banda đã sống ở nước ngoài tại Vương quốc Anh, nơi bà giữ một vai trò cấp cao với một tổ chức từ thiện giáo dục.